# Jan Quade
Jan Quade (* 19. Februar 1988 in Hamm) ist ein ehemaliger deutscher Leichtathlet auf den Sprintstrecken.
Bis 2009 startete er für den SC Eintracht Hamm und danach für den TV Wattenscheid 01 Leichtathletik. Dort wurde er vom Wattenscheider Sprintcoach André Ernst trainiert.

## Erfolge
- 2009: Deutscher Hochschulmeister 200 m und 4 × 100 m
- 2009: Deutscher Junioren-Vizemeister 4 × 100 m
- 2009: Teilnahme U23-Europameisterschaften in Kaunas
- 2010: Deutscher Meister mit der 4 × 100-m-Staffel des TV Wattenscheid 01
- 2010: Deutscher Juniorenmeister 4 × 100 m
- 2010: Deutscher Junioren-Vizemeister 200 m
- Hamms Sportler des Jahres 2010

## Persönliche Bestzeiten
- 60 m:   6,77 s (2012, Düsseldorf)
- 100 m: 10,59 s (2011, Gladbeck)
- 200 m: 21,25 s (2010, Regensburg)